# Croton subincanus
Croton subincanus är en törelväxtart som beskrevs av Johannes Müller Argoviensis. Croton subincanus ingår i släktet Croton och familjen törelväxter. Inga underarter finns listade i Catalogue of Life.